# Flora Saura i Macià
Flora Saura i Macià (Cercs, 20 de març de 1975) és una presentadora de televisió i de ràdio catalana.
És parella i sòcia de David Carabén, el cantant de Mishima. L'any 2017, van obrir una cocteleria juntament amb Zico Judge al barri de Les Corts, anomenada La Javanesa. El 2023 va protagonitzar el documental No penso tornar a beure mai més sobre l'addicció social a l'alcohol.

## Carrera televisiva
- Sexes (2005-2006) presentadora
- El club (2007-2008) col·laboradora
- Disculpin la interrupció (2009) col·laboradora
- Bricolatge emocional (TV3, 2010)[5]
- Àrtic (Betevé, 2013-2018)[6][7]
- Helvètica (La 2, 2021)[3] presentadora amb Òscar Dalmau.